# Киберсемиотика
Кибернетическая семио́тика, или киберсемио́тика (англ. Cybersemiotics) — трансдисциплинарная метатеория, разрабатывающая не-редукционистский подход к анализу знания и сознания в феноменологической традиции посредством изучения процессов семиозиса в парадигме кибернетики второго порядка. 
Впервые теория киберсемиотики была изложена в работах Серена Бриера (Søren Brier), датского специалиста по семиотике, когнитивистике и коммуникациям.
В основе концепции киберсемиотики лежит восприятие коммуникации как основной формы реальности, в рамках которой знание создается и развивается в четыре аспекта воспринимаемой человеком реальности:
- окружающая природа, описываемая естественными науками;
- наша телесность, описываемая биологическими науками о человеке;
- наш внутренний мир субъективного опыта, описываемый феноменологией;
- социальная среда, описываемая социальными науками.

Ключевой задачей киберсемиотики является интеграция трех концепций феноменологического знания:
- я-знания (first person knowledge), или субъективного знания, приобретенного в результате персонального опыта;
- ты-знания (second person knowledge), или интерсубъективного знания, приобретенного в процессе коммуникации;
- он-знания (third person knowledge), или объективного научного знания об окружающем мире.

## Происхождение
Теория киберсемиотики была разработана Сереном Бриером в ответ на кризис современной науки — вместо стремления к абстрактному и обезличенному знанию в основе культуры и науки, по мнению Бриера, должна лежать «воплощенная человеческая жизнь», то есть семиотический интеллект как часть живой природы и человеческой культуры.
Впервые теория киберсемиотики была подробно описана в 2008 году в книге Cybersemiotics : Why Information Is Not Enough. С точки зрения автора концепции, киберсемиотика представляет собой самостоятельный метод познания реальности, однако она также может рассматриваться в качестве раздела кибернетики второго порядка.

## Теоретические предпосылки

### Кибернетика второго порядка
Основная статья: Кибернетика
Концепция кибернетики второго порядка, или кибернетики 2.0, была предложена Хайнцем фон Ферстером в начале 70-х годов XX века. Хайнц фон Ферстер полагал необходимым переход от объективного описания мира («бессубъектной вселенной») к изучению человека, наблюдающего и описывающего этот мир. Идейную основу теории составляет положение о том, что все знания о системах окружающего мира опосредованы упрощенными представлениями наблюдателя. При этом наблюдатель естественным образом игнорирует элементы систем, кажущиеся несущественными для целей конкретного исследования, в рамках которого и строятся упрощенные модели. Таким образом, для достижения подлинной объективности знания необходимо отличать свойства собственно изучаемой системы от свойств модели, выстроенной наблюдателем. Иными словами, если система сама по себе является, по сути, ноуменом, сконструированную наблюдателем модель системы можно рассматривать в качестве феномена, то есть воспринимаемого и принципиально познаваемого «отражения» ноумена.
Таким образом, если кибернетику первого порядка можно охарактеризовать как кибернетику наблюдаемых систем, стремящуюся к изучению систем как вещей в себе, то кибернетика второго порядка является кибернетикой наблюдающих систем [ссылка на цитату] и стремится к изучению феноменов.

### Феноменологическая семиотикаЧарльза С. Пирса
В концепции Чарльза С. Пирса знак немыслим в отрыве от коммуникации и обладает динамической природой. Пирс представляет познание как процесс опосредования реальности знаками. Данный процесс необходим и неразрывно связан с коммуникацией, поскольку познавательная деятельность осуществляется не отдельно взятым субъектом, а сообществом, которое вырабатывает не индивидуальное, а общее представление о мире. Концепция Пирса базируется на трех убеждениях:
- мышление всегда протекает в форме диалога, следовательно, знак — обязательный посредник не только в межличностной, но и в рефлексивной коммуникации (то есть инструмент и общения, и мышления);
- мысль неотделима от способа своего выражения, то есть она получает свое семиотическое (знаковое) воплощение в коммуникативном акте;
- сознание и разум не наделяют знаки жизнью, само действие знаков есть знак жизненности мысли в коммуникациях.

Таким образом, знак представляет собой мыслительную сущность, которая обладает функционально связанным единством в триадической системе: репрезентамен - объект - интерпретанта. При этом знак невозможен без интерпретатора и потому является феноменом, а не «вещью в себе». Семиозис, следовательно, представляет собой триадическое «действие знака», процесс, в ходе которого знак оказывает когнитивное воздействие на своего интерпретатора.

### Теория коммуникации и автопоэзиса Никласа Лумана
Основная статья: Никлас Луман
Автопоэзис — процесс самовоспроизводства живых систем. Никлас Луман заимствует идею автопоэзиса у У. Матураны и Ф. Варелы и разрабатывает на ее основе собственную теорию социальных систем и тройного автопоэзиса, согласно которой автопоэзис может происходить в форме жизни, в форме сознания и в форме коммуникации, причем именно в процессе коммуникативного автопоэзиса создается социальная система, состоящая, таким образом, не из организмов, а из коммуникаций между ними. Сама коммуникация является полностью закрытой автопоэтической системой и устанавливается через синтез трех взаимосвязанных и взаимозависимых элементов: информации, сообщения информации и понимания (различие между информацией и сообщением). Луман различает два вида коммуникации: медиа-средства распространения коммуникации и символически генерализированные средства коммуникации. В их основе неизменно лежит использования языка, то есть семиотической системы, в качестве основного медиума.

## Основные положения

### Киберсемиотическая звезда

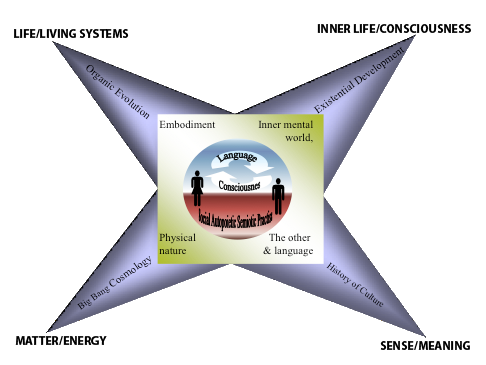

Серен Бриер схематически представляет картину мира в виде семиотической звезды с четырьмя лучами, отражающими четыре основные сферы знаний:
- естественнонаучную (изучает распределение энергии и состояния вещества);
- биологическую (изучает эволюционное развитие организмов);
- социокультурную (изучает процессы семиозиса и возникновения языковых значений);
- гуманитарную (изучает индивидуальное развитие сознания и мировосприятия).

Каждый из лучей, будучи положенным в основание картины мира обособленно, приводит к одной из форм редукционизма: к физикализму, биологизму, радикальному конструктивизму или социальному конструктивизму соответственно. Задача киберсемиотики — создание целостной не-редукционистской картины мира, органично включающей в себя все четыре луча и основанной на межсубъектной коммуникации.
Бриер отмечает, что в настоящий момент естественные науки не дают четкого ответа на вопрос о том, какие биологические, физические или химические процессы лежат в основании переживаемого субъективного опыта, в ходе которого формируется я-знание, первичное и основное в феноменологии. Более того, естественные науки не способны объяснить, каковы отношения между ментальными процессами, биологической организацией и процессами, происходящими в неживой природе. Систематизируя достижения специалистов из области биосемиотики, Бриер делает вывод, что эмоции — не реакции организма на окружающую среду, а действия по отношению к ней. В этом случае материальная составляющая нашей биологической системы оказывается гораздо менее значимой, чем семиотическая, или знаковая, составляющая. Поэтому точная наука, по мнению автора, не способна разрешить проблему описания структуры сознания, она может лишь определить его биологические и поведенческие проявления. Соответственно, для адекватного изучения человеческого сознания как феномена необходима интеграция естественно-научных достижений и достижений феноменологии и герменевтики.

### Понятие коммуникации
С точки зрения Бриера, коммуникация состоит не из информации, а из знаков, которые интерпретируются, по меньшей мере, на трех уровнях. Первый уровень представляет собой базовое взаимодействие субъектов и позволяет производить осмысленный обмен информацией (преимущественно сигнальное общение). Второй уровень состоит из инстинктивных знаковых игр, обеспечивающих динамичное и эмоционально наполненное общение о значимых вещах (охота, территория, спаривание и т. д.). На основе этих двух уровней создается третий — поле смыслов, которое социокоммуникативная система может использовать в качестве базовой линии для модуляции сознательного лингвистического смысла. Последний уровень, в силу высокой абстрактности, доступен исключительно человеку.
Способность производить язык как сложную смысловую систему, как, вслед за Т. Диконом отмечает Бриер, возможно, была основным параметром селекции человека на ранних этапах эволюции человека. Именно язык как основной инструмент межсубъектного взаимодействия позволяет создавать культуры, понимаемые как модели структуры и функционирования мира. Таким образом, изучение языка фактически означает изучение культуры, в контексте которой человек получает новый уровень свободы. Сам социально-культурный контекст при этом становится необходимым для интерпретации и выживания.

### Формирование сознания
Серен Бриер рассматривает человеческий социум как автопоэтическую систему, в рамках которой организмы сами конструируют свой мир и самих себя, в том числе и свое сознание. Система формирования сознания ступенчата: от Первичности к Вторичности и Третичности. Так, на первой ступени формирования сознания (как субъективного, так и интерсубъектного) возникают ощущения, первичный перцептивный опыт. На второй ступени, при соотнесении прошлого опыта и нового опыта возникают более сложные формы сознания. На третьей ступени через соотнесение первичности и вторичности формируется осознание себя, или самосознание. Эти этапы формирования сознания Бриер соотносит с типами знания: я-знание, ты-знание и он-знание, — которое развивается аналогичным образом. Сформированное сознание не статично, оно постоянно эволюционирует во времени и, таким образом, обнаруживает теснейшую связь между формой проявления и временным промежутком. Любой вид перцепции, от простейшего ощущения до сложного самосознания, становится в результате частью сознания и развивается вместе с ним.

## Применение
Философия киберсемиотики находит непосредственное отражение в тенденциях развития современной IT-отрасли, в частности, в методах agile-разработки, подразумевающих интеграцию коммуникации между различными системами, в данном случае — между компьютером и человеком.

## Критика
Один из выводов киберсемиотики заключается в необходимости переконфигурировать существующие практики познания, сфокусировав внимание на квалиа и изучении других аффективных мотиваций: в данный момент мы не до конца понимаем даже механизм поднятия руки. В рамках этой идеи Бриер предполагает, что знание может охватывать такие практики, как искусство, религия и политика/идеология. При этом, однако, религия, искусство, вымысел, политика и идеология, являясь, по сути, переживаниями «от первого лица», а не элементами объективной реальности, представляются квазизнаниями. Они — результаты структур, которые являются исключительно человеческими по происхождению, и потому не могут рассматриваться как самостоятельное знание в концепции киберсемиотики.